# Gran Premio motociclistico della Repubblica Ceca 1996
Il Gran Premio motociclistico della Repubblica Ceca 1996 fu l'undicesimo appuntamento del motomondiale 1996. Si svolse il 18 agosto sul circuito di Brno e vide, dopo quella ottenuta nel gran premio precedente, la seconda vittoria consecutiva di Àlex Crivillé su Honda nella classe 500 (che si impose in volata sul compagno di squadra Mick Doohan per due millesimi di secondo), di Max Biaggi nella classe 250 (al settimo successo della stagione) e di Valentino Rossi nella classe 125 (fu questa anche la prima vittoria del pilota pesarese in un GP del motomondiale, oltre che la prima pole position ottenuta nelle prove). Nella classe sidecar vinse l'equipaggio Rolf Biland-Kurt Waltisperg e nel Thunderbike Trophy il francese William Costes.
Con il quarto posto ottenuto nella gara delle motocarrozzette l'equipaggio britannico Darren Dixon/Andy Hetherington ottenne la certezza matematica del titolo iridato, il secondo consecutivo.

## Classe 500

### Arrivati al traguardo
| Pos. | Nº | Pilota              | Squadra                 | Motocicletta  | Giri | Tempo     | Griglia | Punti |
| ---- | -- | ------------------- | ----------------------- | ------------- | ---- | --------- | ------- | ----- |
| 1    | 4  | Àlex Crivillé       | Repsol Honda            | Honda         | 22   | 45:38.884 | 3       | 25    |
| 2    | 1  | Mick Doohan         | Repsol Honda            | Honda         | 22   | +0.002    | 2       | 20    |
| 3    | 11 | Scott Russell       | Lucky Strike Suzuki     | Suzuki        | 22   | +2.870    | 9       | 16    |
| 4    | 10 | Kenny Roberts Jr    | Marlboro Yamaha Roberts | Yamaha        | 22   | +4.419    | 4       | 13    |
| 5    | 65 | Loris Capirossi     | Marlboro Yamaha Rainey  | Yamaha        | 22   | +6.753    | 11      | 11    |
| 6    | 12 | Jean-Michel Bayle   | Marlboro Yamaha Roberts | Yamaha        | 22   | +6.858    | 1       | 10    |
| 7    | 6  | Tadayuki Okada      | Repsol Honda            | Honda         | 22   | +8.892    | 10      | 9     |
| 8    | 24 | Carlos Checa        | Fortuna-Honda-Pons      | Honda         | 22   | +9.148    | 14      | 8     |
| 9    | 7  | Alex Barros         | Honda Pileri            | Honda         | 22   | +13.334   | 7       | 7     |
| 10   | 41 | Shin'ichi Itō       | Repsol Honda            | Honda         | 22   | +13.776   | 6       | 6     |
| 11   | 9  | Norifumi Abe        | Marlboro Yamaha Roberts | Yamaha        | 22   | +15.009   | 12      | 5     |
| 12   | 17 | Alberto Puig        | Fortuna-Honda-Pons      | Honda         | 22   | +17.482   | 15      | 4     |
| 13   | 26 | Terry Rymer         | Lucky Strike Suzuki     | Suzuki        | 22   | +26.828   | 13      | 3     |
| 14   | 13 | Jeremy McWilliams   | Qub Team Optimum        | ROC Yamaha    | 22   | +49.242   | 16      | 2     |
| 15   | 29 | Marcellino Lucchi   | IP Aprilia Racing       | Aprilia       | 22   | +49.608   | 8       | 1     |
| 16   | 22 | Lucio Pedercini     | Team Pedercini          | ROC Yamaha    | 22   | +53.456   | 17      |       |
| 17   | 19 | Sean Emmett         | Harris Grand Prix       | Harris Yamaha | 22   | +1:08.488 | 21      |       |
| 18   | 23 | Eugene McManus      | Millar Racing           | Yamaha        | 22   | +1:13.285 | 19      |       |
| 19   | 27 | Frédéric Protat     | Soverex FP Racing       | ROC Yamaha    | 22   | +1:13.472 | 22      |       |
| 20   | 44 | Chris Walker        | Elf 500 Roc             | Elf 500       | 22   | +1:28.250 | 25      |       |
| 21   | 14 | Adrian Bosshard     | ELC Lease Roc           | ROC Yamaha    | 22   | +1:29.684 | 20      |       |
| 22   | 51 | Jean Pierre Jeandat | Team Paton              | Paton         | 22   | +2:01.578 | 23      |       |
| 23   | 96 | Paul Young          | Padgetts Racing         | Harris Yamaha | 21   | +1 giro   | 26      |       |

### Ritirati
| Nº | Pilota        | Squadra        | Motocicletta | Giri | Griglia |
| -- | ------------- | -------------- | ------------ | ---- | ------- |
| 3  | Luca Cadalora | Kanemoto Honda | Honda        | 3    | 5       |
| 18 | James Haydon  | W.C.M.         | ROC Yamaha   | 1    | 24      |

### Non partito
| Nº | Pilota     | Squadra     | Motocicletta | Griglia |
| -- | ---------- | ----------- | ------------ | ------- |
| 8  | Juan Borja | Elf 500 Roc | Elf 500      | 18      |

## Classe 250

### Arrivati al traguardo
| Pos. | Nº | Pilota                   | Squadra                 | Motocicletta | Giri | Tempo     | Griglia | Punti |
| ---- | -- | ------------------------ | ----------------------- | ------------ | ---- | --------- | ------- | ----- |
| 1    | 1  | Max Biaggi               | Chesterfield Aprilia    | Aprilia      | 20   | 42:19.509 | 1       | 25    |
| 2    | 19 | Olivier Jacque           | Chesterfield Elf Tech 3 | Honda        | 20   | +5.901    | 3       | 20    |
| 3    | 3  | Ralf Waldmann            | HB Honda Germany        | Honda        | 20   | +8.317    | 2       | 16    |
| 4    | 10 | Tōru Ukawa               | Benetton Honda          | Honda        | 20   | +8.517    | 5       | 13    |
| 5    | 11 | Jürgen Fuchs             | HB Honda Germany        | Honda        | 20   | +8.662    | 4       | 11    |
| 6    | 5  | Jean-Philippe Ruggia     | Chesterfield Elf Tech 3 | Honda        | 20   | +22.095   | 7       | 10    |
| 7    | 14 | Eskil Suter              | Mohag Aprilia           | Aprilia      | 20   | +37.969   | 9       | 9     |
| 8    | 7  | Luis d'Antín             | MX Onda-S.S.P. Comp.    | Honda        | 20   | +38.309   | 14      | 8     |
| 9    | 31 | Tetsuya Harada           | Marlboro Yamaha Rainey  | Yamaha       | 20   | +38.418   | 15      | 7     |
| 10   | 18 | Roberto Locatelli        | Nastro Azzurro Aprilia  | Aprilia      | 20   | +38.502   | 11      | 6     |
| 11   | 6  | Nobuatsu Aoki            | Rheos Molenaar Racing   | Honda        | 20   | +39.177   | 6       | 5     |
| 12   | 8  | Cristiano Migliorati     | Axo San Patrignano      | Honda        | 20   | +43.563   | 16      | 4     |
| 13   | 22 | Oliver Petrucciani       | Mohag Aprilia           | Aprilia      | 20   | +43.895   | 10      | 3     |
| 14   | 16 | Sete Gibernau            | Axo San Patrignano      | Honda        | 20   | +44.034   | 18      | 2     |
| 15   | 20 | Luca Boscoscuro          | Scuderia AGV            | Aprilia      | 20   | +51.376   | 20      | 1     |
| 16   | 55 | Régis Laconi             | Tecmas Grand Prix       | Honda        | 20   | +52.275   | 19      |       |
| 17   | 12 | Jurgen van den Goorbergh | M.Q.P. Racing           | Honda        | 20   | +52.336   | 17      |       |
| 18   | 9  | Yasumasa Hatakeyama      | F.C.C. T.S. Penguin     | Honda        | 20   | +1:10.761 | 24      |       |
| 19   | 25 | Davide Bulega            | Team Italia             | Aprilia      | 20   | +1:11.303 | 26      |       |
| 20   | 28 | Cristophe Cogan          | Team AJP                | Honda        | 20   | +1:47.010 | 28      |       |
| 21   | 94 | Vladimír Častka          | Matador Slovakia        | Honda        | 20   | +1:57.111 | 30      |       |
| 22   | 96 | José Barresi             | Marlboro Venemotos      | Yamaha       | 19   | +1 giro   | 31      |       |

### Ritirati
| Nº | Pilota             | Squadra                 | Motocicletta | Giri | Griglia |
| -- | ------------------ | ----------------------- | ------------ | ---- | ------- |
| 15 | Gianluigi Scalvini | Team Pileri             | Honda        | 14   | 25      |
| 29 | Osamu Miyazaki     | Edo Racing              | Aprilia      | 11   | 8       |
| 23 | Christian Boudinot | Promoto Sport           | Aprilia      | 8    | 22      |
| 93 | Bohumil Staša Jr.  | Wernberger RT           | Honda        | 6    | 27      |
| 41 | Jamie Robinson     | Docshop Racing          | Aprilia      | 6    | 12      |
| 26 | Takeshi Tsujimura  | F.C.C. Technical Sports | Honda        | 5    | 21      |
| 30 | José Luis Cardoso  | Sherry Repsol Aprilia   | Aprilia      | 5    | 23      |
| 27 | Sebastián Porto    | PR2 Aprilia YPF-Esco    | Aprilia      | 2    | 13      |

### Non partito
| Nº | Pilota               | Squadra      | Motocicletta | Griglia |
| -- | -------------------- | ------------ | ------------ | ------- |
| 66 | Alessandro Antonello | FGF Guidotti | Aprilia      | 29      |

## Classe 125

### Arrivati al traguardo
| Pos. | Nº | Pilota            | Squadra                 | Motocicletta | Giri | Tempo     | Griglia | Punti |
| ---- | -- | ----------------- | ----------------------- | ------------ | ---- | --------- | ------- | ----- |
| 1    | 46 | Valentino Rossi   | Scuderia AGV            | Aprilia      | 19   | 42'16.229 | 1       | 25    |
| 2    | 55 | Jorge Martínez    | Airtel-Aspar            | Aprilia      | 19   | +0.245    | 2       | 20    |
| 3    | 8  | Tomomi Manako     | UGT Europa              | Honda        | 19   | +2.389    | 13      | 16    |
| 4    | 2  | Kazuto Sakata     | Krona-Aprilia           | Aprilia      | 19   | +2.423    | 5       | 13    |
| 5    | 3  | Emilio Alzamora   | Cepsa Effeuno Matteoni  | Honda        | 19   | +2.446    | 7       | 11    |
| 6    | 1  | Haruchika Aoki    | Rheos Molenaar Racing   | Honda        | 19   | +2.511    | 6       | 10    |
| 7    | 10 | Peter Öttl        | Marlboro-Aprilia-Eckl   | Aprilia      | 19   | +4.075    | 9       | 9     |
| 8    | 13 | Lucio Cecchinello | Honda Team GP3          | Honda        | 19   | +20.559   | 8       | 8     |
| 9    | 26 | Ivan Goi          | Cepsa Effeuno Matteoni  | Honda        | 19   | +22.224   | 10      | 7     |
| 10   | 5  | Dirk Raudies      | HB Team Raudies         | Honda        | 19   | +22.447   | 14      | 6     |
| 11   | 72 | Garry McCoy       | Scuderia Alfa Bieffe    | Aprilia      | 19   | +22.569   | 15      | 5     |
| 12   | 14 | Yoshiaki Katō     | Yamaha Kurz             | Yamaha       | 19   | +23.637   | 19      | 4     |
| 13   | 7  | Masaki Tokudome   | Ditter Plastic          | Aprilia      | 19   | +27.937   | 4       | 3     |
| 14   | 6  | Stefano Perugini  | Nastro Azzurro Aprilia  | Aprilia      | 19   | +28.097   | 3       | 2     |
| 15   | 4  | Akira Saito       | Docshop Racing          | Honda        | 19   | +35.339   | 17      | 1     |
| 16   | 15 | Manfred Geissler  | Marlboro-Aprilia-Eckl   | Aprilia      | 19   | +37.217   | 21      |       |
| 17   | 24 | Jaroslav Huleš    | Team Pileri             | Honda        | 19   | +45.260   | 18      |       |
| 18   | 23 | Frédéric Petit    | Team RMS                | Honda        | 19   | +47.428   | 25      |       |
| 19   | 11 | Herri Torrontegui | Axo San Patrignano      | Honda        | 19   | +47.778   | 26      |       |
| 20   | 37 | Paolo Tessari     | Team Pileri             | Honda        | 19   | +49.849   | 22      |       |
| 21   | 88 | Ángel Nieto Jr    | Airtel-Aspar            | Aprilia      | 19   | +51.113   | 28      |       |
| 22   | 89 | Harald Danninger  | HRT-Schmidinger         | Honda        | 19   | +51.649   | 24      |       |
| 23   | 27 | Gabriele Debbia   | Biesse Semprucci Debbia | Yamaha       | 19   | +53.475   | 20      |       |
| 24   | 35 | Loek Bodelier     | Mobil 1-TNT-LB Racing   | Honda        | 19   | +1'03.977 | 23      |       |

### Ritirati
| Nº | Pilota           | Squadra          | Motocicletta | Giri | Griglia |
| -- | ---------------- | ---------------- | ------------ | ---- | ------- |
| 21 | Andrea Ballerini | Team Italia      | Aprilia      | 11   | 27      |
| 19 | Yōichi Ui        | Yamaha Kurz      | Yamaha       | 7    | 11      |
| 17 | Darren Barton    | Ditter Plastic   | Aprilia      | 6    | 16      |
| 93 | Antonin Slegl    | AMK Automotodrom | Honda        | 4    | 30      |
| 12 | Noboru Ueda      | Docshop Racing   | Honda        | 2    | 12      |

### Non partito
| Nº | Pilota      | Squadra               | Motocicletta | Griglia |
| -- | ----------- | --------------------- | ------------ | ------- |
| 36 | Josep Sarda | Mobil 1-TNT-LB Racing | Honda        | 29      |

## Classe sidecar
Rolf Biland-Kurt Waltisperg, sul bagnato, conquistano la prima vittoria stagionale (per Biland l'80ª nel motomondiale) arrivando al traguardo con 45 secondi di margine sul primo degli altri equipaggi, quello di Steve Webster-David James. A Brno inoltre si riconfermano matematicamente campioni Darren Dixon-Andy Hetherington, malgrado si classifichino quarti; a una gara dal termine della stagione hanno infatti 29 punti di vantaggio su Webster, 30 su Güdel e 34 su Biland.   

### Arrivati al traguardo
Fonte:
| Pos | Pilota             | Passeggero         | Sidecar     | Tempo     | Punti |
| --- | ------------------ | ------------------ | ----------- | --------- | ----- |
| 1   | Rolf Biland        | Kurt Waltisperg    | LCR-BRM     | 42'09"534 | 25    |
| 2   | Steve Webster      | David James        | LCR-ADM     | +45"672   | 20    |
| 3   | Ian Wilford        | Craig Hallam       | LCR-ADM     | +57"816   | 16    |
| 4   | Darren Dixon       | Andy Hetherington  | Windle-ADM  | +58"378   | 13    |
| 5   | Steve Abbott       | Jamie Biggs        | Windle-ADM  | +1'17.455 | 11    |
| 6   | Dave Molyneux      | Peter Hill         | Windle-ADM  | +1'17.904 | 10    |
| 7   | Paul Güdel         | Charly Güdel       | LCR-BRM     | +1'21.218 | 9     |
| 8   | Benny Janssen      | Adolf Hänni        | LCR-ADM     | +2'23.442 | 8     |
| 9   | Mark Reddington    | Trevor Crone       | LCR-ADM     | +2'26.117 | 7     |
| 10  | Markus Neumann     | Siegfried Zillmann | LCR-ADM     | +1 giro   | 6     |
| 11  | Derek Brindley     | Paul Hutchinson    | LCR-BRM     | +1 giro   | 5     |
| 12  | Yoshisada Kumagaya | Trevor Hopkinson   | LCR-BRM     | +1 giro   | 4     |
| 13  | Markus Bösiger     | Jürg Egli          | LCR-ADM     | +1 giro   | 3     |
| 14  | Billy Gällros      | Peter Berglund     | LCR-NGK 500 | +1 giro   | 2     |
| 15  | Barry Brindley     | Scott Whiteside    | LCR-Yamaha  | +1 giro   | 1     |
| 16  | Tony Wyssen        | Kilian Wyssen      | LCR-BRM     | +1 giro   |       |

## Thunderbike Trophy
Fonte: Thunderbike Trophy 1996 - Brno, su classic.autosport.com (archiviato dall'url originale il 12 febbraio 2019).

### Arrivati al traguardo
| Pos. | Nº | Pilota                | Motocicletta | Giri | Tempo     | Punti |
| ---- | -- | --------------------- | ------------ | ---- | --------- | ----- |
| 1    | 20 | William Costes        | Honda        | 15   | 33:17.171 | 25    |
| 2    | 3  | Stéphane Mertens      | Honda        | 15   | +0.443    | 20    |
| 3    | 10 | Eric Mahé             | Yamaha       | 15   | +0.542    | 16    |
| 4    | 2  | Yves Briguet          | Honda        | 15   | +0.922    | 13    |
| 5    | 8  | Jeffry de Vries       | Yamaha       | 15   | +1.021    | 11    |
| 6    | 15 | Bernard Garcia        | Honda        | 15   | +11.827   | 10    |
| 7    | 22 | Gregorio Lavilla      | Yamaha       | 15   | +12.223   | 9     |
| 8    | 16 | Marc Garcia           | Honda        | 15   | +16.742   | 8     |
| 9    | 23 | José Oriol Fernández  | Yamaha       | 15   | +24.941   | 7     |
| 10   | 1  | Stefan Scheschowitsch | Kawasaki     | 15   | +25.154   | 6     |
| 11   | 73 | Alfred Grosshauer     | Honda        | 15   | +31.411   | 5     |
| 12   | 7  | Wilco Zeelenberg      | Honda        | 15   | +32.521   | 4     |
| 13   | 11 | Rubén Xaus            | Honda        | 15   | +32.578   | 3     |
| 14   | 5  | Mario Innamorati      | Bimota       | 15   | +35.178   | 2     |
| 15   | 12 | Franky Heidger        | Honda        | 15   | +1:01.513 | 1     |
| 16   | 25 | Phil Borley           | Kawasaki     | 15   | +1:01.926 |       |
| 17   | 21 | Philippe Pinchedez    | Honda        | 15   | +1:02.059 |       |
| 18   | 81 | Torsten Fritzsche     | Kawasaki     | 15   | +1:03.131 |       |
| 19   | 79 | Roman Bocek           | Honda        | 15   | +1:05.347 |       |
| 20   | 83 | Vladimír Kuba         | Honda        | 15   | +1:13.563 |       |
| 21   | 84 | Stefan Holz           | Honda        | 15   | +1:16.782 |       |
| 22   | 80 | Petr Pinc             | Honda        | 15   | +1:27.269 |       |

### Ritirati
| Nº | Pilota          | Motocicletta | Giri |
| -- | --------------- | ------------ | ---- |
| 14 | Iain MacPherson | Honda        | 13   |
| 18 | David Rouge     | Honda        | 12   |
| 17 | Pere Riba       | Honda        | 8    |
| 6  | Enrique de Juan | Kawasaki     | 1    |
| 85 | Horst Hadrawa   | Honda        | 1    |